# 카이코우라
카이코우라(마오리어: Kaikōura)는 뉴질랜드 남섬 캔터버리 지방의 북동부 해안에 접한 카이코우라 반도에 위치한 항구 도시, 어촌이다. 뉴질랜드에서 고래를 체험할 수 있는 관광지로 유명한 도시이다. 인구는 3,621명(2006년)이며, 카이코우라는 마오리어로 "가재를 먹는다"(Kai = meal , food, Koura = cray fish)를 의미한다.

## 역사
900년 전, 뉴질랜드 원주민 마오리족이 거조 모아를 쫓아 현재 카이코우라에 정착한다. 1770년에 제임스 쿡이 카이코우라 반도를 발견한 이후 유럽에서 온 이민자 정착이 시작된다. 1843년 최초의 포경 기지가 만들어져 포경이 시작된다. 1850년 이후 고래의 개체수가 급감하고 산업의 중심이 포경에서 농업, 낙농 등의 산업 이전한다. 1964년 뉴질랜드의 포경 활동이 정지된다. 1978년 《해양 포유류 보호법》이 시행되고, 고래, 돌고래, 물개 등 해양 포유류의 보호 활동이 시작된다. 1980년대 후반에 마오리족 출신의 실업 문제와 침체된 지역 경제의 재건을 계기로 환경 보호와 관광을 겸비한 생태 관광 회사를 설립한다. 카이코우라의 지리적인 조건, 환경을 활용한 고래관광이 성공하여 국내외에서 연간 100만 명이 넘는 여행자가 고래, 돌고래, 물개 등 해양 생물의 투어에 참가하고 있다.

## 지리

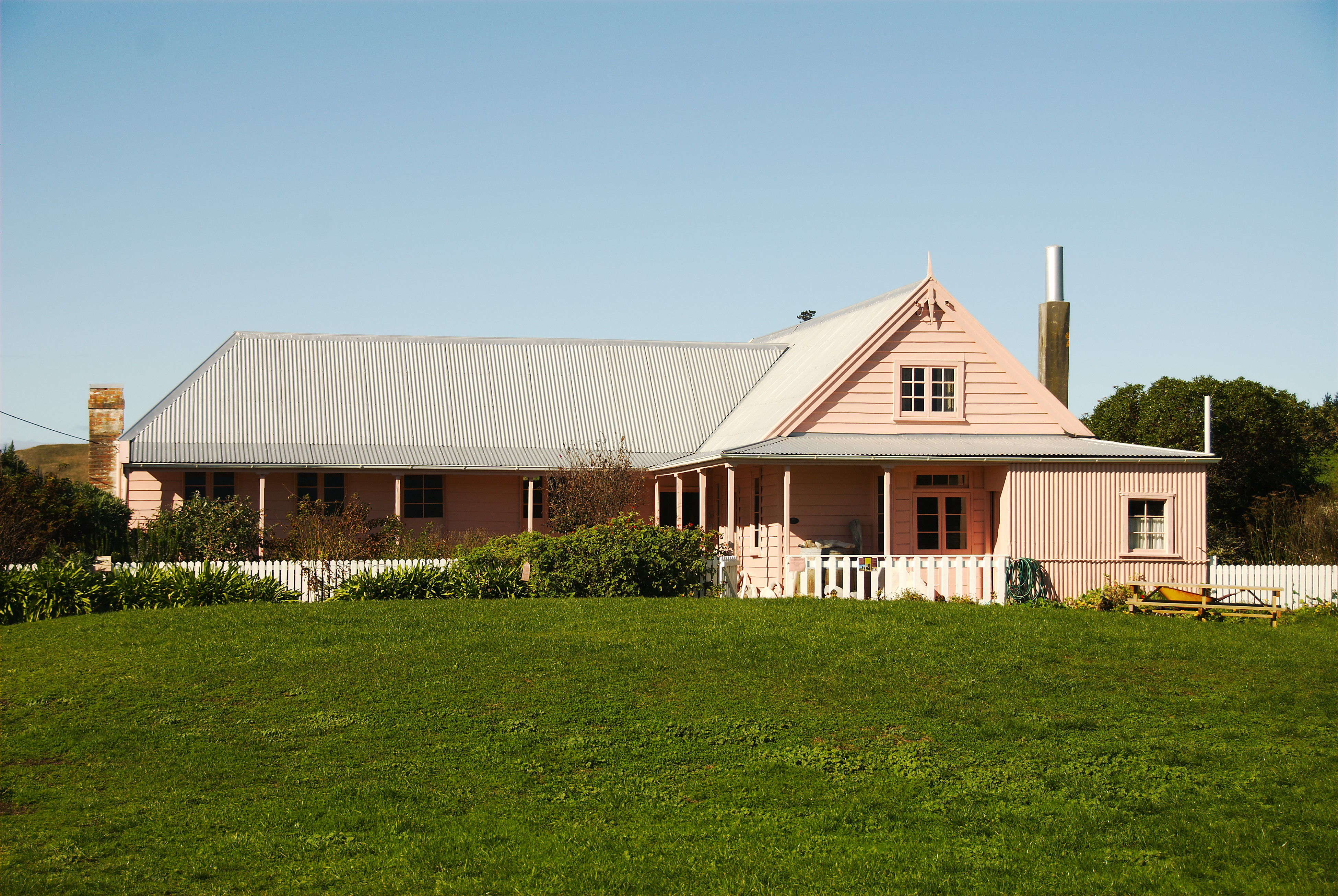
파이프 하우스(Fyffe House), 뉴질랜드 유족지 트러스트 운영

카이코우라반도 동쪽 케이프 사이에 수심 1000 파좀에서 2000 파좀의 히카란기 해구(Hikurangi Trench)가 존재한다. 난류와 한류가 교차하는 히카란기 해구에서 어장이 발달해 풍부한 플랑크톤에 오징어링(대구과 물고기) 등 물고기가 모여 플랑크톤, 해산물을 먹이로 하는 고래, 돌고래가 모여든다. 서던알프스산맥에서 분기하는 카이코우라산맥(시워드카이코우라산맥이라고도 함)은 마나카우산(해발 2,608m), 파이프산(해발 1,602m) 등 다른 산맥이 이어진다.

### 기후
| 카이코우라의 기후        | 카이코우라의 기후 | 카이코우라의 기후 | 카이코우라의 기후 | 카이코우라의 기후 | 카이코우라의 기후 | 카이코우라의 기후 | 카이코우라의 기후 | 카이코우라의 기후 | 카이코우라의 기후 | 카이코우라의 기후 | 카이코우라의 기후 | 카이코우라의 기후 | 카이코우라의 기후 |
| 월                       | 1월               | 2월               | 3월               | 4월               | 5월               | 6월               | 7월               | 8월               | 9월               | 10월              | 11월              | 12월              | 연간              |
| ------------------------ | ----------------- | ----------------- | ----------------- | ----------------- | ----------------- | ----------------- | ----------------- | ----------------- | ----------------- | ----------------- | ----------------- | ----------------- | ----------------- |
| 일평균 최고 기온 °C (°F) | 20.6 (69.1)       | 20 (68)           | 18.8 (65.8)       | 16.6 (61.9)       | 14.1 (57.4)       | 11.6 (52.9)       | 10.9 (51.6)       | 11.5 (52.7)       | 13.6 (56.5)       | 15.3 (59.5)       | 16.9 (62.4)       | 19.1 (66.4)       | 15.7 (60.3)       |
| 일평균 최저 기온 °C (°F) | 12.8 (55.0)       | 12.8 (55.0)       | 11.9 (53.4)       | 9.9 (49.8)        | 7.7 (45.9)        | 5.8 (42.4)        | 5.1 (41.2)        | 5.6 (42.1)        | 6.7 (44.1)        | 8.2 (46.8)        | 9.8 (49.6)        | 11.7 (53.1)       | 9 (48)            |
| 평균 강수량 mm (인치)    | 47 (1.9)          | 59 (2.3)          | 92 (3.6)          | 81 (3.2)          | 71 (2.8)          | 75 (3.0)          | 80 (3.1)          | 78 (3.1)          | 70 (2.8)          | 74 (2.9)          | 60 (2.4)          | 54 (2.1)          | 844 (33.2)        |
| 출처: NIWA Climate Data  |                   |                   |                   |                   |                   |                   |                   |                   |                   |                   |                   |                   |                   |

## 관광

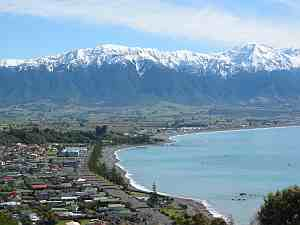
반도에서 본 카이코우라 타운의 모습

연중 거의 매일 고래, 돌고래와 수영 등 각종 에코 투어가 개최되고 있다. 이곳에는 소규모 숙박 시설, 상점, 음식점, 공예품 상점 등이 있으며, 국내외에서 많은 관광객이 찾아온다.

### 생태관광
- 고래 : 배를 타고 근해로 이동하여 해저에서 올라온 고래와 계절에 따라 연안을 회유하는 고래(향유고래, 대왕고래, 남참고래, 범고래 등)를 관찰하는 투어이다. 선박 출항 전 및 선상에서 가이드에게서 고래 관찰의 기본적인주의 사항 설명을 받는다. 가이드의 지시에 따라 사진 촬영도 할 수 최고의 여행이다. 해양 조건에 따라 다르지만, 돌고래의 무리와 조우하는 일도 자주 있다. 기상 조건에 따라 투어가 중단 될 수도 있으므로 사전 확인, 승선 전에 확인하는 것이 좋다.

- 돌고래 수영 : 배를 타고 근해로 이동하여 보호장비, 스노클링 등의 수중 장비를 익혀서 돌고래와 수영하는 것이다. 선박 출항 전 및 선상에서 가이드에게 기본적인 주의사항을 설명(돌고래를 만지지 않는다, 따라가지 말고 수중에서 몸을 움직이는 방법) 듣는다. 기상 조건에 따라 투어가 중단될 수도 있으므로 사전 확인, 승선 전에 확인하는 것이 좋다. 투어 회사가 바다에 들어 않고 관측하는 전용 투어도 있다. 수영 종류 더스키 돌고래, 범고래, 희귀종인 헥토르 돌고래 등이며, 때로는 고래와 돌고래가 혼합하여 수영도 한다. 이 경우 고래로 인해 수영은 금지되어 있으므로, 헤엄치는 사람들은 일단 선내에 올라와야 한다.
- 가죽 물개 수영 : 배를 타고 근해로 이동하여 보호장비, 스노클링 등의 수중 장비를 익혀 물개와 수영한다.
- 물개 콜로니: 뉴질랜드 물개, 바다새, 알바트로스(신천옹의 일종)의 서식지, 번식 보호구. 카이코우라 반도의 모래땅이나 잔디밭, 바위 등.

이 외에도 신천옹을 중심으로 한 해조 전문 투어도 있으며, 소형 비행기(Cessna)와 헬기를 빌려 상공에서 고래를 찾아 관찰하는 것도 있다.

## 환경
그린 글로브는 지속 가능한 여행 관광 산업을 목표로 하기 위한 국제표준평가 기준 인증 시스템이다. 높은 수준의 환경 정비와 품질 유지를 목적으로 하는 사업이다. 카이코우라는 2002년, 지역 공동체로서 그린 글로브로 인정받고 있다. 연중 지역 인구의 300배가 넘는 여행객이 방문하여 카이코우라에서 관광에 대한 환경 보전 활동이 중요한 과제이며, 관광 산업, 지역 사회, 자연 환경이 일체가 되어, 폐기물 감소, 재활용 운동의 촉진, 에너지 절약 활동, 나무 심기 활동 등 마을 전체의 자연 환경에 대한 대처를 하고 있다.

## 인구
| 연도  | 인구  | ±% p.a. |
| ----- | ----- | ------- |
| 2006  | 3,621 | —       |
| 2013  | 3,552 | −0.27%  |
| 2018  | 3,912 | +1.95%  |
| 출처: |       |         |

## 교통
크라이스트처치에서 1번 국도(State Highway 1)를 타고 북상하여 차 또는 고속버스로 2.5시간 ~ 3시간 소요된다. 픽턴에서는 2시간 정도의 이동 시간이 소요된다. 크라이스트처치에서 출발하는 당일 투어에 참가하는 여행자가 많으며, 일년내내 거의 매일 투어가 개최되고 있다. 크라이스트처치, 픽턴에서 철도를 이용하여 카이코우라로 들어갈 수 있지만, 철도 운행 횟수가 적기 때문에, 철도 이용은 사전에 확인하는 것이 좋다.

## 미디어
- KBS 1TV의 걸어서 세계속으로에서도 소개되었던 것으로 보인다.

## 갤러리

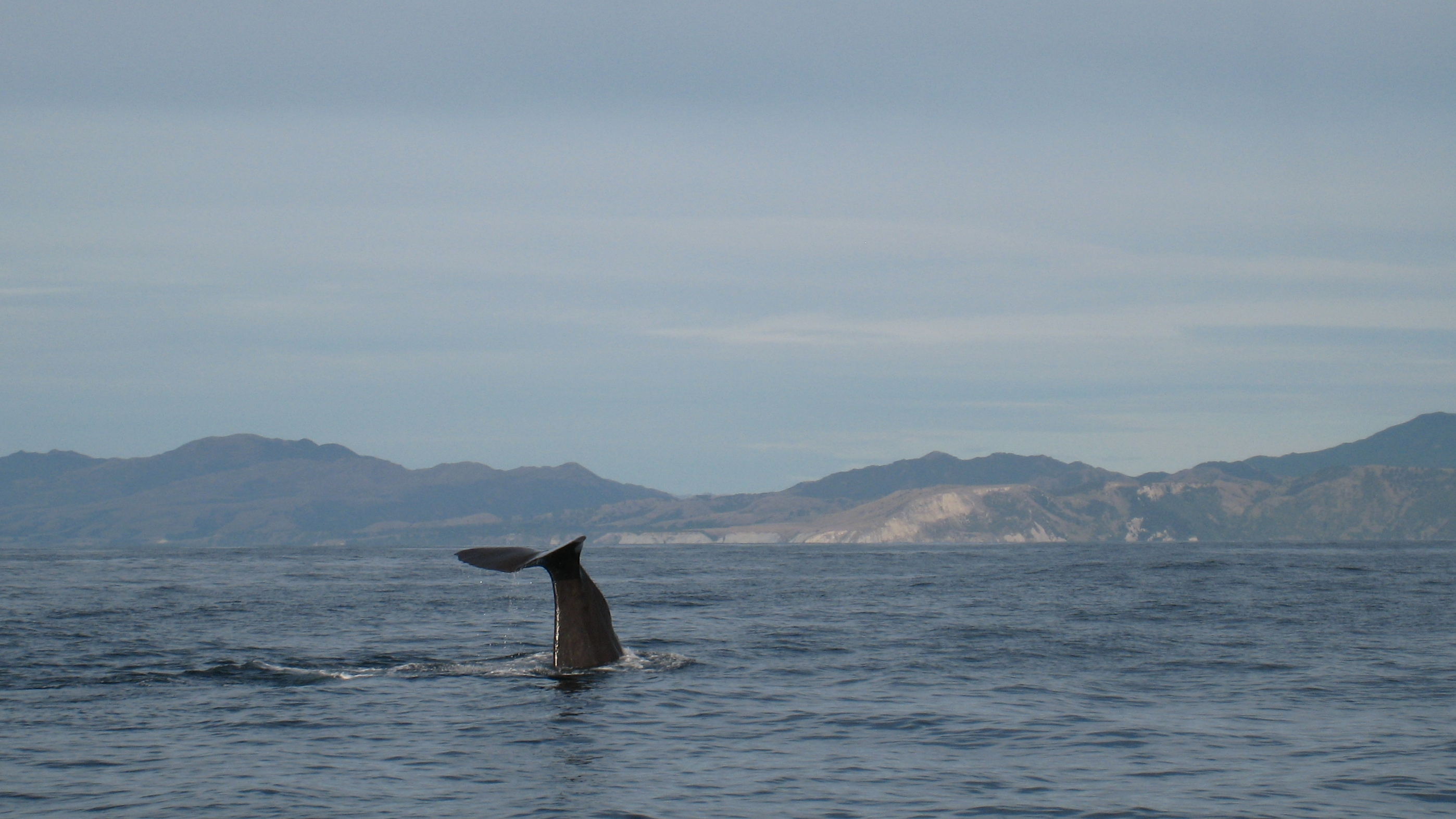
카이코우라에서 본 향유고래
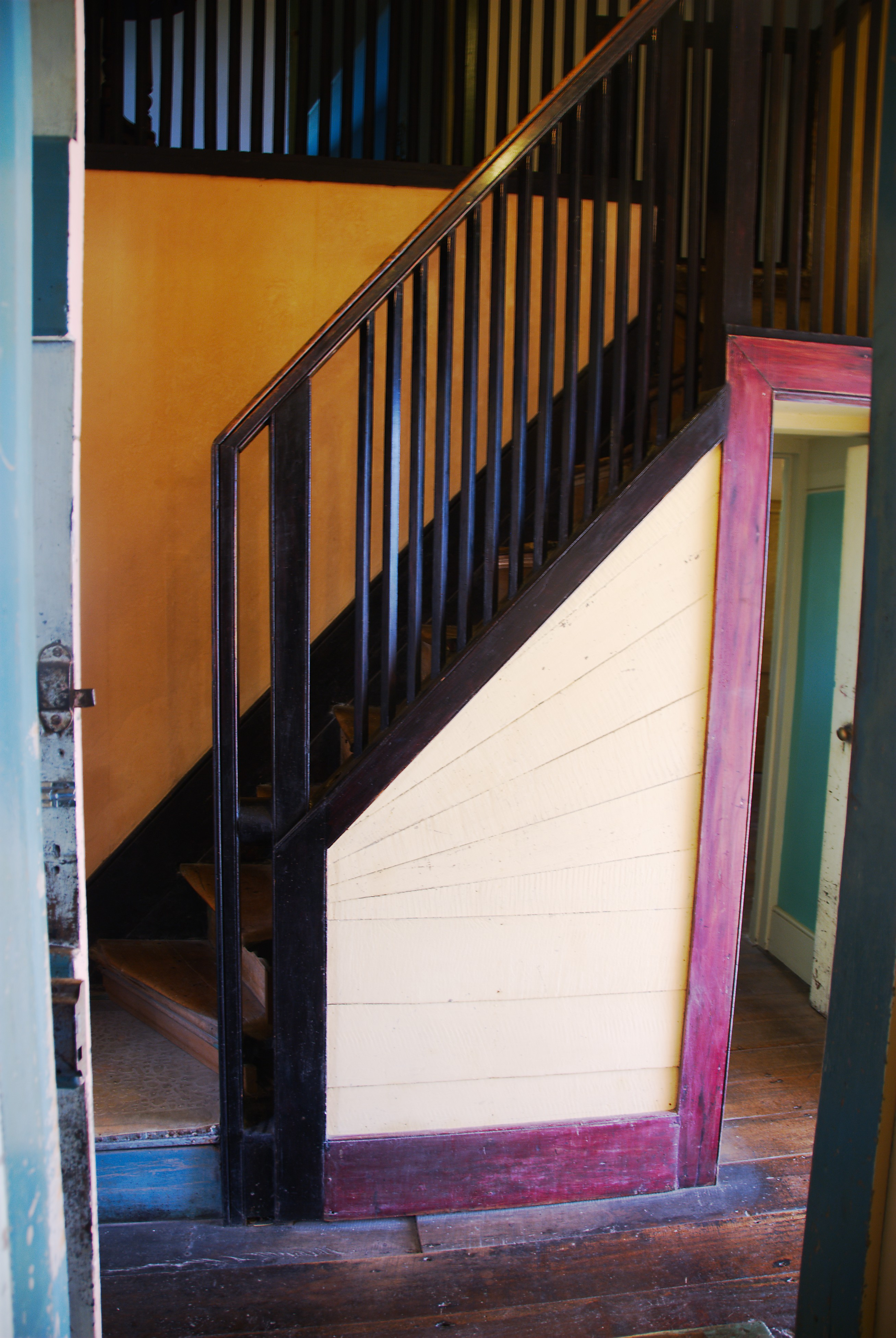
파이프 하우스의 계단
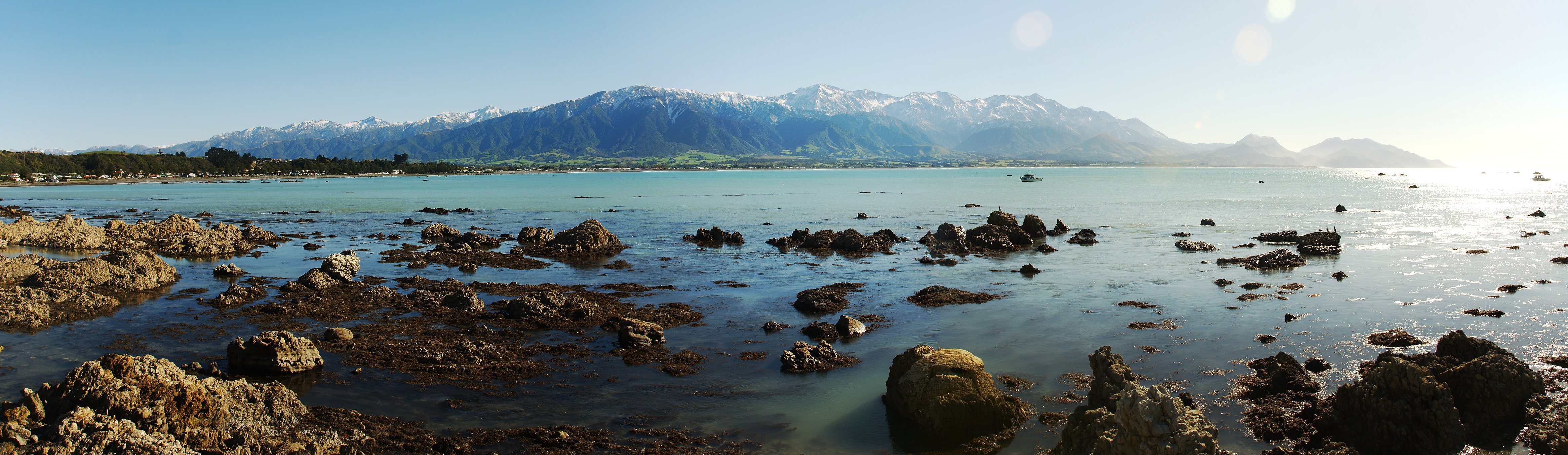
카이코우라에서 본 씨워드 카이코우라 산맥
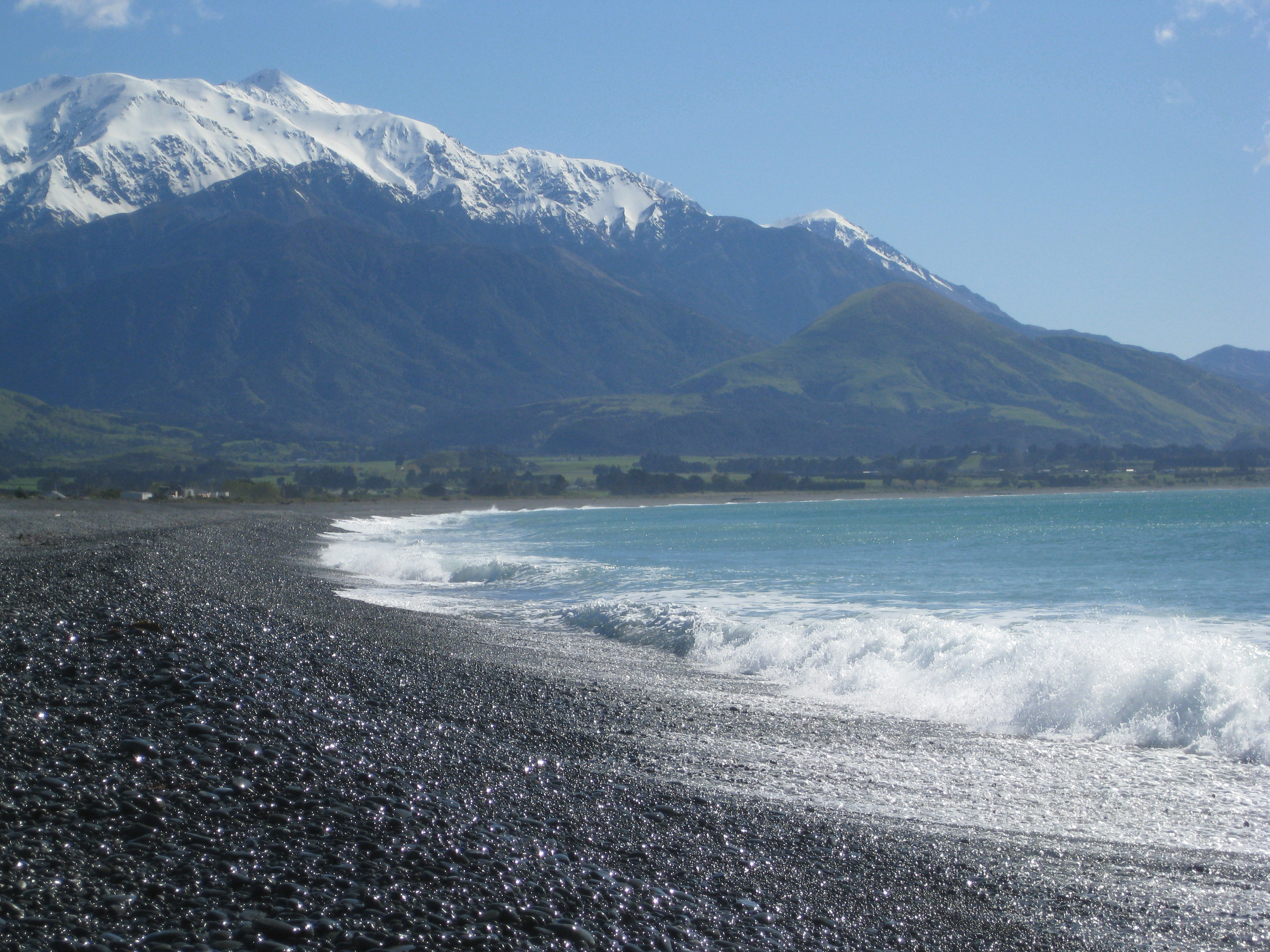
씨워드 카우코우리 산맥과 해변

## 같이 보기
- 카이코우라반도